# Среднеформатные цифровые фотоаппараты

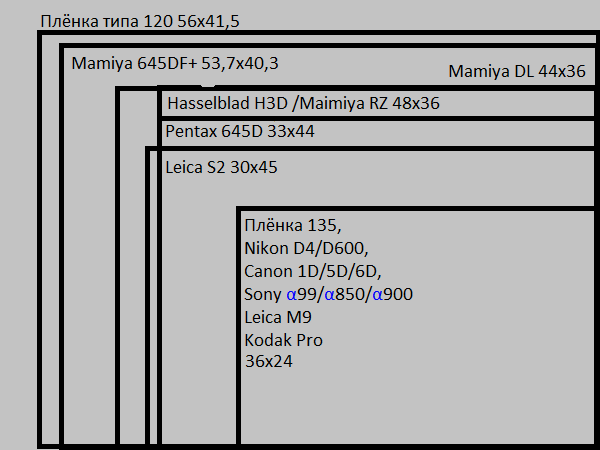
Размеры матриц среднеформатных фотоаппаратов

Среднеформатные цифровые фотоаппараты — класс цифровых фотоаппаратов, обладающий матрицей среднего формата.
В отличие от плёночных среднеформатных фотокамер, формат плёнок для которых стандартизирован, размеры матрицы в цифровых среднеформатных фотоаппаратах устанавливает производитель по своему усмотрению, поэтому средний цифровой формат — формат матрицы больший, чем полнокадровая матрица (соответствует стандартному формату плёнки для малого формата).

## Историческая справка

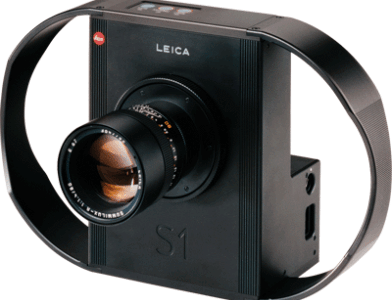
Leica S1 — предшественник среднеформатного цифрового зеркального фотоаппарата Leica S2

Mamiya SS — предшественник цифровой системы Mamiya 645 AF II

На 2013 год конструктивно такие фотоаппараты выпускаются только как цифровые зеркальные. В подавляющем большинстве их производят фирмы (за исключением фирмы Leica), выпускавшие плёночные зеркальные фотоаппараты среднего формата, которым для перехода от фотоплёнки к фотоматрице требовалось заменить сменный элемент: кассету с рольфильмом на цифровой задник. Поскольку, как и кассеты к рольфильмам, так и цифровые задники производятся многими сторонними фирмами (Kodak, Agfa и др.) и являются взаимозаменяемыми, как с кассеты на кассету и с цифрового задника на цифровой задник, так и с рольфильма на цифровой задник и наоборот, и являются сменными независимыми элементами системной камеры, то подобным «оцифровыванием» плёночной фотокамеры занимались многие фотографы. С улучшением характеристик фотоматриц в цифровых задниках, когда они стали реальной постоянной альтернативой фотоплёнке в рольфильме, фирмы, производящие среднеформатные фотоаппараты озаботились об «оцифровании» фотоаппаратов в своих линейках, производя не только замену рольфильма на цифровой задник, но и ориентируя (увеличивая функциональность, работающую только с цифровым задником) их на это. Теперь эти фирмы предлагают не плёночные фотоаппараты с возможностью фотографирования на матрицу, а цифровые, с возможностью фотографирования на плёнку. Но это было не со всеми, так Leica, ранее не производившая среднеформатные фотоаппараты, сперва увеличивала размеры матриц в своих дальномерных фотоаппаратах до малого формата (Leica M9) и создала среднеформатный зеркальный фотоаппарат со сканирующей ПЗС-линейкой (Leica S1), что дало базу для создания Leica S2. Leica S2 имеет несменную матрицу, разработанную Kodak специально для неё, и поддерживает только оригинальные объективы (наследие Leica S1) и аксессуары (наследие Leica M3).

## Описание
Недостаточное время эволюции и невысокая массовость (на 2013 г) пока не позволили приблизить технические и экономические показатели к показателям полноразмерного малого формата. Основные показатели определяются цифровых задников, системы и объектива.
Достоинства:
- высокое разрешение при допустимых шумах;
- оптические эффекты при большом размере матрицы: благодаря кроп-фактору больше единиц (в сравнении с плёночным среднеформатным фотоаппаратом) легче создавать широкоугольную оптику, несколько большая глубина резко изображаемого пространства.

Недостатки:
- низкая мобильность в первых моделях;[1]
- технические особенности (в сравнении с полнокадровыми малого формата): отсутствие серийной съёмки и малая скорость серийной съёмки (порядка одного кадра в секунду), низкий диапазон светочувствительности (обычно 35—800 ISO), низкий предел выдержек (не короче 1/800 с.);
- высокая стоимость как фотоаппарата, так и объективов, узкий набор объективов (чаще всего — только от родной фирмы 4-6 шт.).

Характеристики фотоаппарата складываются из характеристик как отдельных его компонентов, так и в целом всей системы.
- Основными характеристиками цифрового задника являются: размер фотоматрицы и разрешение, динамический диапазон и глубина цвета, получаемого с него изображения.[2]
- Основные характеристики объектива: фокусное расстояние, светосила (максимально открытая диафрагма) и разрешающая способность объектива.
- Основные характеристики корпуса фотоаппарата: наличие подвижек объектива и эксплуатационные характеристики (пыле-влаго-защищённость, эргономичность, мобильность).

## Разновидности конструкций
Все цифровые среднеформатные камеры по конструкции можно разделить на:
- цифровые (зеркальные) фотоаппараты с несменной матрицей, например, Leica S2;
- зеркальные камеры со сменным цифровым задником;
- карданные камеры с цифровым задником.

Цифровые фотоаппараты с несменной матрицей не предполагают использование фотоплёнки, а только фотоматрицы. По конструкции (наличие пентапризмы позволяет фотографу наблюдать в окуляр видоискателя сзади камеры) и по эксплуатации (полноценный режим Live View), фотоаппарат аналогичен цифровому зеркальному фотоаппарату малого формата.
Цифровые зеркальные камеры могут быть собраны из специально разработанных корпусов и цифрового задника (если не приобретён готовым комплектом, например, Mamiya 645D), или из цифрового задника с переходником и плёночного зеркального фотоаппарата (например, Hasselblad V-серии). В первом случае полученный фотоаппарат близок к цифровой зеркальной камере малого формата: корпус, объектив и задник спроектированы как единое целое и полностью согласованы в работе. Во втором случае фотоаппарат более универсален, позволяет выбрать те компоненты, которые наиболее подходят для данного вида съёмки. Например Hasselblad, начиная от H-Sistem, которая предлагает на выбор разные видоискатели, цифровые задники с разным разрешением, и заканчивая конструктором из универсального задника и любой плёночной среднеформатной системы, предоставляющей широкий парк объективов, разнообразных корпусов с разной поддержкой подвижек, и других аксессуаров. Но чем более универсальна система в настройке под конкретную съёмку (подвижки, формирование парка объективов и аксессуаров), тем менее универсальна в режиме эксплуатации (большие зазоры между компонентами системы ограничивают эксплуатация вне студии, объективы с нецентрическим выходом лучей с увеличением широкоугольности сильно затемняют и смещают цвета в виньете).
Фотографирование карданными камерами, предназначенными изначально на использование фотоплёнки, осуществляется в два этапа: настройка фотоаппарата по фокусировочному экрану матового стекла, а затем замена последнего цифровым задником для запечатления снимка.

## Сегмент рынка
Сегмент рынка зависит от области применения, вида фотосъёмки и других характеристик.
Вид фотосъёмки, зависит в первую очередь зависит от конструкции фотоаппарата и характеристик его компонентов.
Область применения. Так для студийной фотосъёмки годятся любые фотоаппараты, но они сразу попадают в конкуренцию со специализированными моделями, обладающими лучшими технико-экономическими показателями. Эти фотоаппараты используются в предметной съёмке в рекламной сфере, репродуктивной съёмки для музеев. Здесь важно высокое разрешение, достаточное для размещения снимка без интерполяции на развороте журнала (34 × 24 см) при стандартном разрешении (300 px/см), а также наличие достаточного количества подвижек.
Для выездных фотосессий фотоаппарату необходима мобильность. Они подходят для свадебной, архитектурной и пейзажной съёмки.
Для подвижной съёмки, например, репортажной, необходимо, чтобы фотоаппарат был влагопыленепроницаемым, быстрым, относительно компактным и эргономичным. Для быстроты реагирования необходим автофокус, согласованность работы объектива, корпуса и цифрового задника, что подразумевает специализированные объективы и цифровые задники. Для пылевлагозащищённости также необходимы специализированные объективы и цифровой задник, желательно несменный. Такими характеристиками обладают автофокусные зеркальные фотоаппараты с несменными задниками и скоростью серийной съёмки более 1 кадра в секунду, например, Leica S2, Hasselblad H5D и Pentax 645D.